# Алекси Беремлиев
Алèкси Тòдоров Беремлѝев е български учител и деец на Българската комунистическа партия (тесни социалисти).

## Биография
Алекси Беремлиев е роден на 9 март 1875 г. в село Войници (от 1950 г. – квартал 3 на село Якимово). Завършва Ломското педагогическо училище. Член е на БКП (тесни социалисти). Като учител разпространява социалистическите идеи сред селяните. През 1909 г. заминава да учи в Швейцария, но през 1912 г. се завръща поради започването на Балканската война. След Първата световна война 1914 – 1918 г. по негова инициатива е възстановена партийната организация в Лом. Член е на Околийския комитет на БКП (т.с.) (1919 – 1923 г.). На 12 септември 1923 г. минава в нелегалност.
По време на Септемврийското въстание 1923 г. е член на Ломския околийски военнореволюционен комитет, ръководител на Прогорелския въстанически район и командир на Прогорелската въстаническа дружина. Ръководи щурма срещу кавалерийските казарми в Лом. След разгрома на въстанието живее нелегално в София. По време на Априлските събития 1925 г. е арестуван.
Убит е през 1925 г. в Дирекция на полицията, София.